# Ito Curata
Ito Curata fue un diseñador de moda filipino.

## Carrera
Como diseñador de moda, se especializó en conceptualizar vestidos de novia y ropa filipina. Entre sus clientes notables se incluyen la actriz de Hollywood Sharon Stone, la expresidenta filipina Gloria Macapagal Arroyo y la actriz filipina Bea Alonzo.

## Muerte
Curata murió el 26 de marzo de 2020 debido a una neumonía, una complicación de la infección por COVID-19 causada por el virus del SARS-CoV-2 durante la pandemia de enfermedad por coronavirus. Él y su esposo estadounidense Robert Miller ingresaron en un hospital debido a COVID-19.
También tuvo un hijo que adoptó con Miller.